# Dean Saunders
Dean Nicholas Saunders (ur. 21 czerwca 1964 w Swansea) – były walijski piłkarz występujący na pozycji napastnika. Menadżer Wolverhampton Wanderers.

## Kariera klubowa
Saunders zawodową karierę rozpoczynał w 1982 roku w walijskim klubie Swansea City z angielskiej ligi Division One. W 1983 roku spadł z zespołem do Division Two, a w 1984 do Division Three. Przez część sezonu 1984/1985 przebywał na wypożyczeniu w Cardiff City z Division Two.
W 1985 roku odszedł do angielskiego Brighton & Hove Albion z Division Two. Jego barwy reprezentował przez prawie 2 lata. Na początku 1987 roku przeszedł do Oksfordu United z Division One. Zadebiutował tam 14 marca 1987 roku w przegranym 1:3 z Liverpoolem. W 1988 roku spadł z zespołem do Division Two. W Oksfordzie spędził jeszcze rok.
W 1988 roku Saunders trafił do Derby County z Division One. Pierwszy ligowy mecz zaliczył tam 29 października 1988 roku przeciwko Wimbledonowi (4:1). Po 3 latach spędzonych w Derby, odszedł do innego zespołu Division One, Liverpoolu. W jego barwach zadebiutował 17 sierpnia 1991 roku w wygranym 2:1 spotkaniu z Oldham Athletic. W 1992 roku zdobył z zespołem Puchar Anglii.
W tym samym roku przeszedł do Aston Villi, także grającej w Premier League, będącej następcą Division One. Zadebiutował tam 13 września 1992 roku w zremisowanym 1:1 meczu z Leeds United. W 1993 roku wywalczył z klubem wicemistrzostwo Anglii, a w 1994 Puchar Ligi Angielskiej.
W 1995 roku Saunders trafił do tureckiego Galatasaray SK. W 1996 roku zdobył z nim Puchar Turcji. W 1996 roku wrócił do Anglii, gdzie został graczem zespołu Nottingham Forest z Premier League. Pierwszy ligowy mecz zaliczył tam 17 sierpnia 1996 roku przeciwko Coventry City (3:0). W 1997 roku spadł z zespołem do Division One. W Nottingham spędził jeszcze rok.
Pod koniec 1997 roku odszedł do Sheffield United, również występującego w Division One. Jego barwy reprezentował przez rok, a w 1998 podpisał kontrakt z portugalską Benfiką z Primeira Ligi. Tam z kolei występował przez pół roku. Potem wrócił do Anglii, gdzie przez 2 lata grał dla Bradfordu City (Premier League). W 2001 roku zakończył karierę.

## Kariera reprezentacyjna
W reprezentacji Walii Saunders zadebiutował 26 marca 1986 roku w wygranym 1:0 towarzyskim meczu z Irlandią. W latach 1986–2001 w drużynie narodowej rozegrał w sumie 75 spotkań i zdobył 22 bramki.